# Emiliano Zapata (Morelos)
Pour les articles homonymes, voir Emiliano Zapata (homonymie).
Emiliano Zapata est une ville du centre-ouest de l'État mexicain de Morelos.
La ville sert de siège du comté pour la municipalité environnante du même nom.

## Géographie
La municipalité est la sixième plus grande de l'État de Morelos, avec une population au recensement 2020 de 107 053 habitants et a une superficie de 64,983 km2.
La ville d'Emiliano Zapata comptait 64 084 habitants en 2020.

## Histoire
La ville, qui était auparavant connue sous le nom de San Francisco Zacualpan et San Vicente Zacualpan, a été renommée en l'honneur du révolutionnaire mexicain Emiliano Zapata.